# Castañeo
Castañeo (Castañéu en asturiano y oficialmente) es una parroquia española del concejo de Valdés, en Asturias. Ocupa una extensión de 7,842 km² y en 2020 contaba con una población de 105 habitantes (INE, 2020).
Está situada a 25 km de la capital del concejo, Luarca. Limita al norte con la parroquia de Muñás, al oeste con Carcedo, al sur con Alienes y al este con la de Lavio.

## Localidades
La parroquia está formada por las siguientes poblaciones:
- Biescas (oficialmente en asturiano: Viescas) (aldea)
- Castañeo (Castañéu) (lugar)
- Turuelles (Trueḷḷes) (lugar)

## Demografía
| Gráfica de evolución demográfica de Castañeo entre 2000 y 2020     |
|                                                                    |
| Población de derecho (2000-2020) según el padrón municipal del INE |

## Patrimonio
- Iglesia de Santiago.[4]